# Expedición 4
La Expedición 4 fue la cuarta estancia de larga duración en la Estación Espacial Internacional. Seguida por la Expedición 5.

## Tripulación
| Posición             | Astronauta                                   |                                              |
| -------------------- | -------------------------------------------- | -------------------------------------------- |
| Comandante           | Yuri Onufrienko, RSA Segundo vuelo espacial  | Yuri Onufrienko, RSA Segundo vuelo espacial  |
| Ingeniero de vuelo 1 | Daniel W. Bursch, NASA Cuarto vuelo espacial | Daniel W. Bursch, NASA Cuarto vuelo espacial |
| Ingeniero de vuelo 2 | Carl E. Walz, NASA Cuarto vuelo espacial     | Carl E. Walz, NASA Cuarto vuelo espacial     |

## Parámetros de la misión
- Perigeo: 384 km
- Apogeo: 396 km
- Inclinación: 51.6°
- Período: 92 min

- Acoplamiento: STS-108 - 7 de diciembre de 2001, 20:03 UTC
- Desacoplamiento: STS-111 - 15 de junio de 2002, 14:32 UTC
- Tiempo acoplamiento: 189 d, 18 h y 28 min